# Storia digitale
La storia digitale (spesso indicata con l'espressione inglese Digital History) è la disciplina accademica che studia e crea media e strumenti digitali per la ricerca, la comunicazione e la didattica della storia. È una delle discipline che compongono l'informatica umanistica ed è stata in passato associata alla storia quantitativa.
Con storia digitale si intendono oggi tre fenomeni distinti ma correlati. In primo luogo si intende storia pubblica digitale, la diffusione di contenuti storici pensati per un pubblico non specializzato attraverso mappe storiche interattive, visualizzazioni di dati, timelines, siti internet di divulgazione. In secondo luogo si intende la creazione e l'impiego di strumenti di ricerca e di comunicazione intra-accademica per storici professionisti. La lista di tali strumenti è lunga. Tra i più importanti vi sono gli archivi online, text e data mining, analisi dei network e dei big data - ovviamente applicati a fonti storiche. In ultimo con storia digitale si intende il dibattito sul futuro della disciplina storica al suo incontro con la rivoluzione digitale (metadati, accesso alle fonti digitalizzate, crowdsourcing della ricerca...).

## Storia
La storia della storia digitale è collegata allo sviluppo delle tecnologie informatiche e di connessione digitale e, come tale, è in buona parte una storia anglosassone. I primordi di tale storia possono essere rintracciati già nel pionieristico articolo di Vannevar Bush, "As we may think", apparso su The Atlantic nel 1945. In esso uno degli scienziati più importanti della propria epoca immaginava una macchina (il Memex) capace di immagazzinare vastissime quantità di informazioni, di recuperarle in tempi brevissimi e di connetterle secondo percorsi diversi e scelti dall'utente. Per illustrare il funzionamento di questa macchina, allora soltanto immaginata, Bush porta un esempio che oggi sarebbe considerato digital history: una ricerca che connette informazioni di natura diversa e conservate in archivi diversi per spiegare perché l'arco corto turco fosse più efficiente dell'arco usato dai crociati inglesi.
Occorre attendere gli anni sessanta e settanta e la diffusione dei computer nelle facoltà universitarie per assistere ai primi progetti che possono propriamente essere definiti di storia digitale. Data la natura dei computer del tempo, ancora per la maggior parte macchine di computazione piuttosto che strumenti di comunicazione, è naturale che storia digitale significasse storia quantitativa e si occupasse di dati seriali (censimenti, sondaggi, registri delle nascite e delle morti). Questo approccio suscitò tra gli storici sia forti entusiasmi che profondi dubbi. Emmanuel Le Roy Ladurie arrivò ad affermare nel 1973 che "lo storico del futuro sarà un programmatore o non sarà affatto". D'altra parte la pubblicazione nel 1974 di Time on the Cross: The Economics of American Negro Slavery, un libro sugli aspetti economici dello schiavismo americano, ebbe grande successo, anche mediatico, ma fu accolto con grande scetticismo dagli storici. Il fatto che le dubbie interpretazioni del libro fossero basate su dati statistici processati tramite computer estese la diffidenza al mezzo informatico.
La diffusione dei personal computer e in seguito di Internet inaugurano la storia digitale come la conosciamo oggi. Roy Rosenzweig e Edward Ayers furono tra i primi studiosi a intuire l'importanza che il digitale avrebbe assunto nella comunicazione e nella ricerca storica. Il primo collabora al progetto, iniziato nel 1990, di un manuale di storia multimediale ("Who Built America?" - 1994) che accompagnasse al tradizionale formato cartaceo dei video in formato DVD e dei CD-Rom interattivi. I materiali raccolti dal progetto sono poi confluiti in uno dei primi siti dedicati alla didattica della storia online ("History matters" - 1998).
Edward Ayers fu invece l'ideatore e il principale promotore di "The Valley of the Shadow", un archivio sperimentale di fonti primarie online dedicato al confronto tra due contee adiacenti durante la guerra civile americana, una appartenente all'Unione, l'altra agli Stati Confederati. Nel 1994 il progetto organizza un "History Harvest", una delle prime raccolte di fonti crowd-based. L'archivio in sé non offre alcuna narrazione storica, solo l'accesso alle fonti riguardanti le contee di Augusta e Franklin prima, durante e dopo il conflitto. Le interpretazioni di Ayers sono tuttavia descritte in un saggio tra i primi ad essere pensati per un consumo online, pubblicato nel 2003 e scritto in collaborazione con William Thomas.

Il logo di Zotero

Nel 1994 Roy Rosenzweig fonda presso la George Mason University in Virginia quello che sarebbe presto diventato il più importante centro di storia digitale al mondo: il Center for History and New Media - CHNM (dedicato allo stesso Rosenzweig dopo la sua morte nel 2007). Nel corso degli anni il CHNM è stato responsabile di molte importanti iniziative di storia digitale e di informatica digitale: Liberty Equality Fraternity (un archivio e breve manuale alla storia della rivoluzione francese - 1997), il September 11 Digital Archive (una raccolta di fonti fornite dagli utenti sugli attacchi dell'11 settembre - 2001), Zotero (un software open source per il reference management), Omeka (un content manager open source per la creazione di archivi ed esibizioni online che usa lo standard Dublin Core per l'attribuzione dei metadati) e Tropy (un software open source per la gestione delle fotografie a scopo di ricerca).

## Esempi di storia digitale in Italia e in Europa

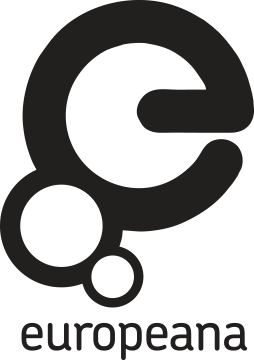
Il logo di Europeana

La storia digitale è un campo in forte espansione, che comprende progetti ed esperimenti tra loro molto diversi e che sempre si interseca con altre discipline (informatica umanistica, archivistica, geografia per citare solo pochi esempi). Quello che segue è un elenco molto parziale, che serve solo a dare un'idea delle tante forme che può assumere la disciplina e che si concentra in particolar modo su esempi italiani ed europei.
- Digiteca della Biblioteca di Storia Moderna e Contemporanea. Raccoglie i documenti digitalizzati della Biblioteca di Storia Moderna e Contemporanea di Roma.
  - La Repubblica Romana del 1849 Archiviato il 7 aprile 2018 in Internet Archive.. Banca dati di fonti primarie creata dalla Biblioteca di Storia Moderna e Contemporanea sulla Repubblica Romana del 1849.
- Europeana Collections. Un archivio finanziato dalla Commissione Europea che raccoglie reperti digitalizzati da archivi e musei in tutta Europa.
  - Europeana 1914-1918. Una esibizione di Europeana Collections dedicata alla raccolta di fonti riguardanti la prima guerra mondiale, anche provenienti da privati cittadini che li hanno offerti per la digitalizzazione in appositi "collection days" o tramite modulo online
- European History Primary Sources. Un portale di siti che offrono fonti primarie curato dall'Istituto Universitario Europeo.
- La nuova memoria. Figli e Nipoti di Auschwitz. Uno dei tanti progetti di storia digitale promossi dal Centro di Cultura Digitale dell'Università di Pisa[15].
- FrameLab. Un laboratorio dell'Università di Bologna (sede di Ravenna) per la valorizzazione online del patrimonio culturale
- The Medici Archive Project. Un progetto che ruota attorno alla digitalizzazione dell'Archivio Mediceo del Principato e promuove la comunicazione tra specialisti, permette la trascrizione e annotazione delle fonti e offre corsi di formazione.[16]
- Memoro. Una piattaforma che raccoglie dagli utenti testimonianze di storia orale.
- Portali tematici e raccolta dei documenti digitali del Sistema Archivistico Nazionale italiano.
- The Proceedings of the Old Bailey, 1674-1913. Archivio degli atti processuali dell'Old Bailey, tribunale di Londra, curato dal Digital Humanities Institute e diverse università britanniche.
- Reti medievali. Una delle prime riviste di storia online in Italia (fondata nel 1998) e una delle poche pubblicazioni accademiche italiane in Open Access ad essere stata per un certo periodo considerata di "fascia A" dall'ANVUR.[17]
- Wikisource può essere considerata una piattaforma che promuove la digital history, poiché permette agli utenti di trascrivere fonti primarie in formato digitale.